# Antoinette Campi
Antoinette Campi, auch Antonina Campi, geboren Antonina Miklasiewicz (10. Dezember 1773 in Lublin – 1. Oktober 1822 in München) war eine polnische Opernsängerin (Sopran).

## Leben
Antoinette Campi debütierte 1785 in Lublin. 1788 wurde sie Hofsängerin unter König Stanislaus II. August Poniatowski in Warschau. 1789 studierte sie an der Königlichen Hochschule Gesang. Aufgrund ihrer außergewöhnlichen Stimme, die über drei Oktaven bis zum g3 reichte, wurde sie sowohl in Polen wie auch im Ausland rasch zu einer Berühmtheit. Neben zahlreichen Auftritten in Warschau wurde sie auch nach Prag zu Konzerten eingeladen, wo sie sich 1791 niederließ.
1801 ging sie nach Wien, wo sie an der Hofoper als Primadonna wirkte. 1801 wurde der unter Emanuel Schikaneder im Empirestil vollendeten Neubau des Theaters an der Wien eröffnet. Zu diesem Anlass sang sie die Rolle der ‚Clara‘ in der Oper Alexander von Franz Teyber. Der italienische Komponist Ferdinando Paër schrieb speziell für sie die Oper Sargino, ossia l’allievo d’amore (Wien, 1803).
1817 und 1820 tourte sie als Gesangsstar durch ganz Europa. Besondere Anerkennung erhielt sie für ihre Darstellung unterschiedlicher Partien in den Opern von Wolfgang Amadeus Mozart. Sie sang die ‚Gräfin‘ in der Hochzeit des Figaro, die ‚Donna Anna‘ in Don Juan sowie die ‚Königin der Nacht‘ in der Zauberflöte.
Campi starb am 1. Oktober 1822 an einer Gehirnhautentzündung.